# Chane Independencia
Chane Independencia ist eine Landstadt im Departamento Santa Cruz im Tiefland des südamerikanischen Anden-Staates Bolivien.

## Lage im Nahraum
Chane Independencia ist zweitgrößte Ortschaft des Municipios Fernández Alonso in der Provinz Obispo Santistevan. Die Stadt liegt auf einer Höhe von 236 m im Feuchtgebiet zwischen den Flüssen Río Piraí und Río Grande. Das Municipio Fernández Alonso mit etwa 13.000 Einwohnern ist Kolonisationsgebiet und wird intensiv landwirtschaftlich genutzt.

## Geographie
Chane Independencia liegt im tropischen Feuchtklima vor dem Ostrand der Anden-Gebirgskette der Cordillera Oriental. Die Region ist erst in den letzten Jahrzehnten erschlossen worden und war vor der Kolonisierung von tropischem Feuchtwald bedeckt, ist heute aber größtenteils Kulturland.
Die mittlere Durchschnittstemperatur der Region liegt bei knapp 25 °C (siehe Klimadiagramm San Pedro), die Monatswerte schwanken zwischen 21 °C im Juni/Juli und 26 bis 27 °C von Oktober bis März. Der Jahresniederschlag beträgt fast 1500 mm, die Monatsniederschläge sind ergiebig und liegen zwischen 50 mm im Juli und 250 mm im Januar.

## Verkehrsnetz
Chane Independencia liegt 115 Straßenkilometer entfernt von Santa Cruz, der Hauptstadt des Departamentos.
Vom Zentrum von Santa Cruz aus führt die asphaltierte Nationalstraße Ruta 4 über 57 Kilometer in nördlicher Richtung bis Montero, von dort führt eine regionale Landstraße weiter nach Norden über 58 Kilometer über General Saavedra, Mineros und Fernández Alonso nach Chane und weiter nach San Pedro und Hardeman.

## Bevölkerung
Die Einwohnerzahl der Stadt ist in den vergangenen beiden Jahrzehnten um mehr als die Hälfte angestiegen:
| Jahr | Einwohner | Quelle       |
| ---- | --------- | ------------ |
| 1992 | 1768      | Volkszählung |
| 2001 | 2491      | Volkszählung |
| 2012 | 2612      | Volkszählung |
| 2024 |           | Volkszählung |

Aufgrund der seit den 1960er Jahren durch die Politik geförderten Zuwanderung indigener Bevölkerung aus dem Altiplano weist die Region einen nicht unerheblichen Anteil an Quechua-Bevölkerung auf, im Municipio Fernández Alonso sprechen 52,0 Prozent der Bevölkerung Quechua.